# Attaia
Attaia (Ἄτταια; auch Attea, lateinische Form Attaea) war eine antike Stadt im westlichen Kleinasien.
Sie wird oft mit dem bei Strabon als Stadt an der Küste Mysiens genannten Attea identifiziert, doch könnte es sich dabei auch um eine Verschreibung für Attaleia handeln. Attaia ist ansonsten nur durch seine Münzprägung belegt, die eher für eine Lokalisierung in der Nähe von Germe im Grenzbereich zwischen Mysien und Lydien spricht.
Auf ein spätantikes Bistum der Stadt geht das Titularbistum Attaea der römisch-katholischen Kirche zurück.